# 葉金德科爾區
50°54′36″N 69°13′48″E / 50.91000°N 69.23000°E

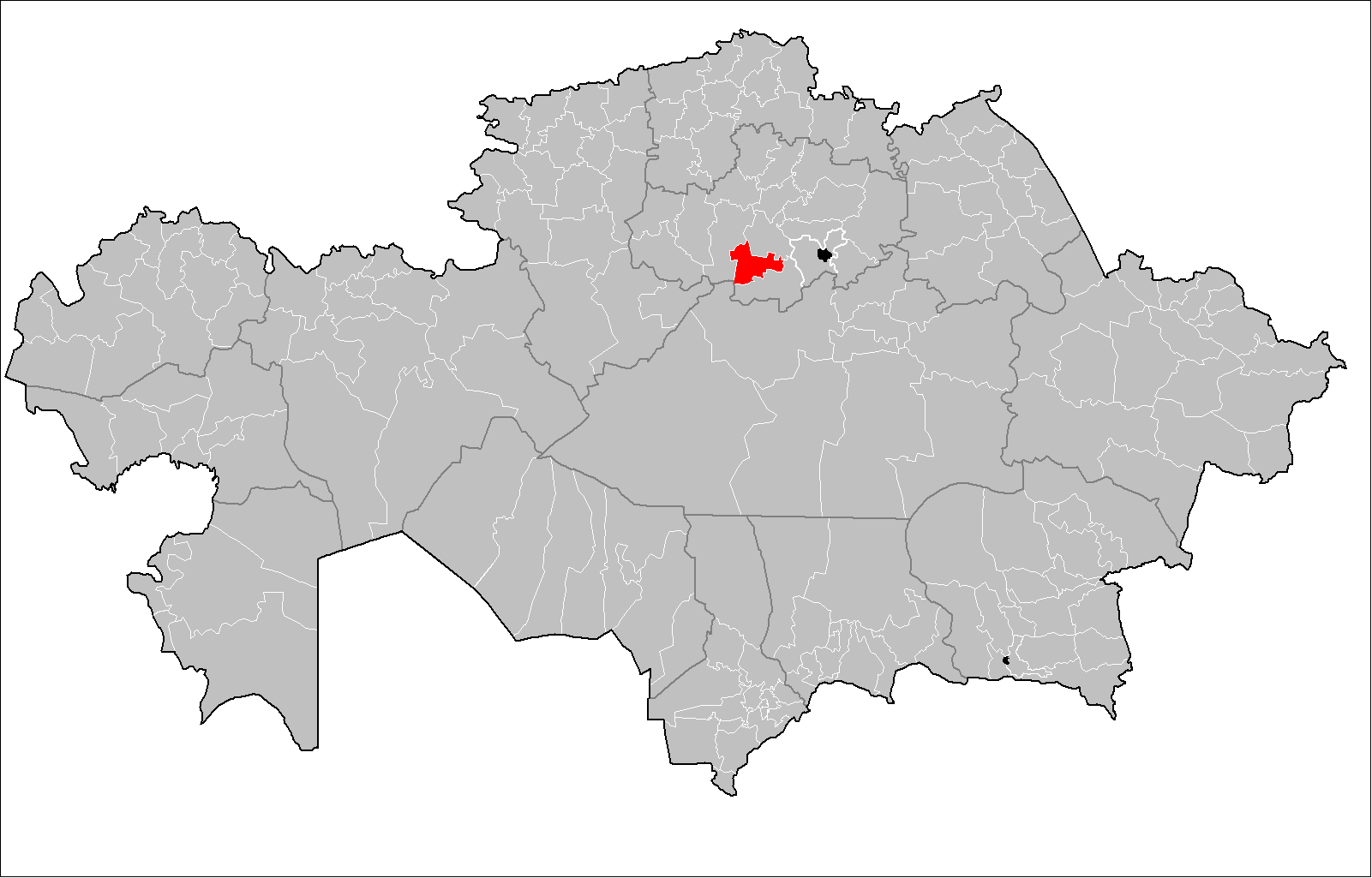

葉金德科爾區是哈薩克斯坦的行政區，位於該國北部，由阿克莫拉州負責管轄，首府設於葉金德科爾，始建於1971年，面積5,400平方公里，2013年人口6,353。